# Милон (кардинал)
Милон (Milon, также известный как Milo, Milone, Miles, Milianus) — католический церковный деятель XI—XII века. Во время собора в Клермонте 1095 года встретился с папой Урбаном II, который сделал его своим легатом. На консистории 24 августа 1098 года провозглашен кардиналом-епископом Палестрины. Участвовал в выборах папы Пасхалия II в 1099 году. В 1102 году написал Vita Operaque Laus Metrica.